# Gaspar Becerra

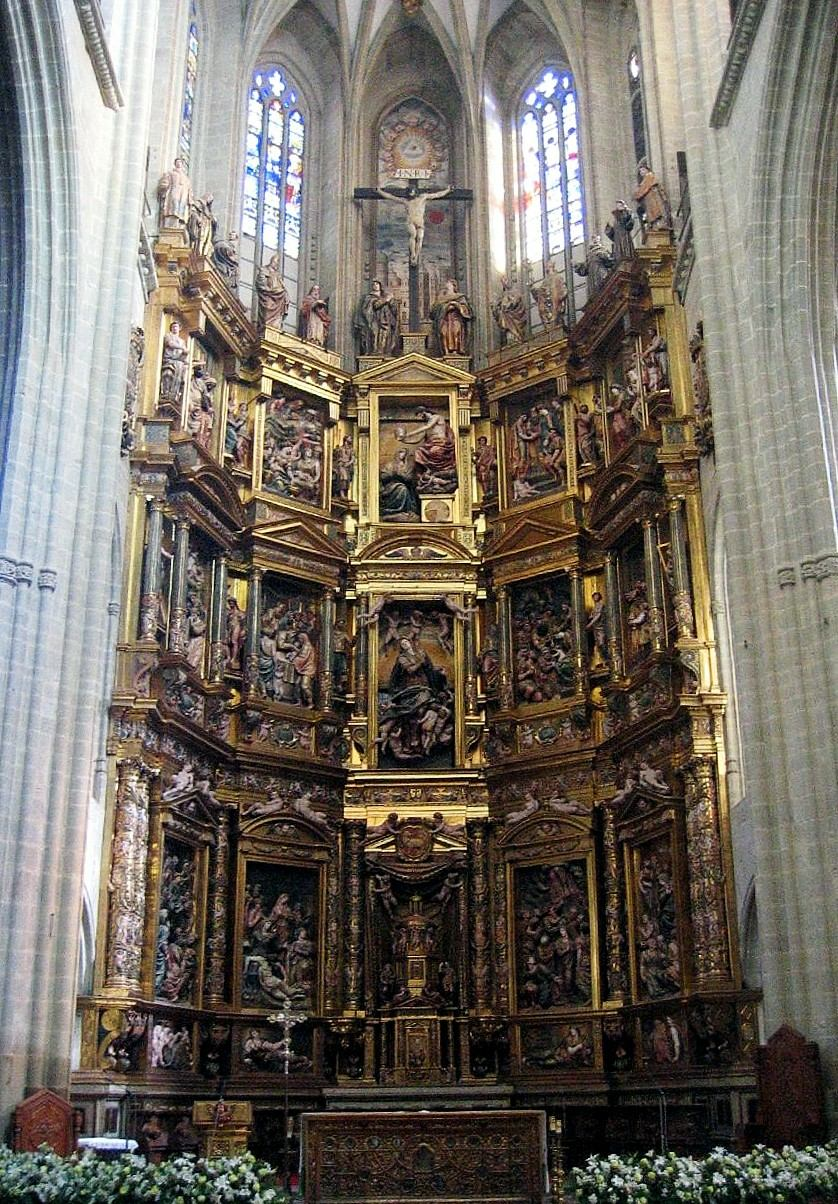
Hoogaltaar van de kathedraal van Astorga

Gaspar Becerra (Baeza, Andalusië, ca. 1520 – Madrid, 1570) was een Spaans schilder, beeldhouwer en architect.
Op jonge leeftijd ging hij naar Rome, waar hij studeerde, wellicht bij Michelangelo, al is dat niet zeker. Wel zeker is dat hij Giorgio Vasari assisteerde bij de decoraties van het Palazzo della Cancelleria. Hij leverde ook bijdragen aan de anatomische tekeningen van Juan Valverde.
Rond 1556 ging hij terug naar Spanje, waar hij werkte in Valladolid. In 1558 ontving hij de opdracht voor het retabel in de kathedraal van Astorga. Vanaf 1563 werkte hij in Madrid, waar hij als hofschilder in dienst was bij Filips II. Hij vervaardigde vele fresco's in het Koninklijk Paleis van El Pardo, waaronder de 'Perseusmythe', en in het Alcázar. Ook schilderde hij altaarstukken voor diverse kerken.
Zijn faam als beeldhouwer was echter minstens zo groot. Zijn beste werk was een afbeelding van de Maagd Maria, die echter verloren is gegaan.